# Johnny Depp
Johnny Depp, vlastním jménem John Christopher Depp II., (* 9. června 1963, Owensboro, Kentucky) je americký herec a hudebník, známý zvláště pro své výkony ve filmech Střihoruký Edward, Ospalá díra, Piráti z Karibiku, Hledání Země Nezemě, Alenka v říši divů, Karlík a továrna na čokoládu nebo Fantastická zvířata. Má hvězdu na Hollywoodském chodníku slávy. Do češtiny ho nejčastěji dabuje Saša Rašilov mladší, v několika filmech jej také dabovali Jakub Saic a Filip Čáp. 
Na poli hudby je znám zejména jako kytarista skupiny Hollywood Vampires, kde hraje spolu s Alicem Cooperem.

## Životopis
Narodil se 9. června 1963 v malém městě Owensboro ve státě Kentucky jako nejmladší ze čtyř dětí Johna Deppa staršího a Betty Sue Palmer. Jeho otec byl inženýr a matka žena v domácnosti. Následně se s rodinou přestěhovali na Floridu, kde chodil na střední školu. Jeho rodiče se rozvedli, když mu bylo 15 let. Johnny v té době už bral drogy a kradl. Jako dítě miloval hraní na kytaru a hudba byla jeho vášní. Po čase svému koníčku propadl, odešel ze školy a společně s dalšími hudebníky založili kapelu Kids. Ta mu sice veliký úspěch nepřinesla, ale dodnes je, právě díky ní, výborným kytaristou a často vystupuje jako host v jiných kapelách.
Jeho první role byla ve filmu „Nightmare on Elm Street“ (Noční můra z Elm Street), poté dostal několik menších rolí například ve filmech Dummies, Slow Burn a Četa.
Později si zahrál v seriálu „Jump street 21“ roli policisty Toma Hansona. Seriál začal být populární a pokračoval ještě tři roky. Zatímco hrál v Jump Street 21, dostal roli v humorném muzikálu „Cry Baby“, i ta mu pomohla se proslavit. Celebritou začal být až poté, co ztvárnil roli Střihorukého Edwarda ve stejnojmenném snímku Tima Burtona. Spolupráci s tímto režisérem si Johnny Depp oblíbil, společně natočili mnoho dalších snímků. Například Karlík a továrna na čokoládu, kde si zahrál potrhlého majitele té nejlepší čokoládovny Willyho Wonku; Alenka v říši divů, kde ztvárnil roli kloboučníka; Mrtvá nevěsta; Sweeney Todd: Ďábelský holič z Fleet Street; Ospalá díra a další. Raritou v Johnnyho filmografii je méně známý, ale kritikou uznávaný film Bojovník – sám jej režíroval a zároveň si i zahrál hlavní roli.
Mezi jeho další filmy patří například snímek The Tourist (Cizinec), v něm si zahrál po boku herečky Angeliny Jolie, The Rum Diary (Rumový deník), nebo další Burtonovský film Dark Shadows (Temné stíny).
Divácky oblíbenou je také série pětidílného filmu Piráti z Karibiku: Prokletí Černé Perly, Truhla mrtvého muže, Na Konci světa, Na Vlnách podivna a Salazarova pomsta.
Za snímky Piráti z Karibiku: Prokletí Černé perly, Hledání Země Nezemě a Sweeney Todd: Ďábelský holič z Fleet Street byl nominován na Oscara.

## Soukromý život
V letech 1985–1988 byl ženatý s americkou herečkou Sherilyn Fenn. Ta se proslavila především rolí v seriálu Městečko Twin Peaks, ztvárněním Elizabeth Taylorové v autobiografickém filmu Deník Elizabeth Taylorové (Liz: The Elizabeth Taylor Story) a do třetice kontroverzním snímkem režisérky J. Chambers Lynchové Helena v krabici (Boxing Helena).
Jeho dlouholetou životní partnerkou byla francouzská zpěvačka a herečka Vanessa Paradis, s níž má dvě děti: dceru Lily-Rose Melody (* 1999) a syna Johna „Jacka“ Christophera (* 2002). Synovi říká Jack podle hrdiny filmu Piráti z Karibiku Jacku Sparrowi. Po 14 letech se jejich vztah v roce 2012 rozpadl.
V březnu 2013 potvrdil zasnoubení s herečkou Amber Heardovou a v únoru 2015 si ji vzal. Již v roce 2011 si spolu zahráli ve filmu Rumový deník (The Rum Diary). Pár neustál manželskou krizi. V roce 2016 požádala Amber Heardová o rozvod.
V roce 2020 byl Depp britským bulvárním deníkem The Sun označen za domácího násilníka. Dle deníku opakovaně napadal svoji exmanželku Amber Heardovou. Depp následný soudní spor, ve kterém obvinil vydavatele bulvárního deníku z pomluvy a ve kterém Heardová vypověděla, že jí mnohokrát vyhrožoval, prohrál, a byl soudem označen za manželského násilníka. Avšak postupně se objevují informace, že by tomu mohlo být jinak díky četným důkazům svědčící o Deppově nevině. V srpnu roku 2021 Johnny Depp vyhrál soud s Amber Heardovou o tom, aby se s ní mohl dále soudit. V roce 2022 začala četná série soudních procesů mezi Deppem a Heardovou, kde se Depp dožaduje odškodnění 50 miliónů dolarů za pomluvu, kdy se Heardová v prosinci 2021 označila v deníku The Washington Post za oběť domácího násilí, a naopak tvrdí, že násilí bylo pácháno na něm. Dne 1. června 2022 vyhrál první ze série soudů, kdy sedmičlenná porota rozhodla, že obvinění ze strany Amber Heardové o domácím násilí byly pomlouvačné. Ta musí zaplatit odškodnění 15 milionů dolarů z padesáti milionů požadovaných.

## Filmografie

### Film
| Rok  | Název                                         | Role                                 | Poznámky                      | Ref.        |
| ---- | --------------------------------------------- | ------------------------------------ | ----------------------------- | ----------- |
| 1984 | Noční můra v Elm Street                       | Glen Lantz                           |                               | [ 8 ] [ 9 ] |
| 1985 | Soukromý víkend                               | Jack Marshall                        |                               | [ 10 ]      |
| 1986 | Slow Burn                                     | Donnie Fleischer                     | TV film                       | [ 11 ]      |
| 1986 | Četa                                          | Lerner                               |                               | [ 12 ]      |
| 1990 | Cry-Baby                                      | Wade „Cry-Baby“ Walker               |                               | [ 13 ]      |
| 1990 | Střihoruký Edward                             | Střihoruký Edward                    |                               | [ 14 ]      |
| 1991 | Freddyho smrt – Poslední noční můra           | Muž v televizi                       | Cameo                         | [ 15 ]      |
| 1992 | Stuff                                         | –                                    | krátký film režisér           |             |
| 1993 | Benny a Joon                                  | Sam                                  |                               | [ 16 ]      |
| 1993 | Co žere Gilberta Grapea                       | Gilbert Grape                        |                               | [ 17 ]      |
| 1993 | Arizona Dream                                 | Axel Blackmar                        |                               | [ 18 ]      |
| 1994 | Ed Wood                                       | Ed Wood                              |                               | [ 19 ]      |
| 1995 | Don Juan DeMarco                              | Don Juan / John R. DeMarco           |                               |             |
| 1995 | Mrtvý muž                                     | William Blake                        |                               |             |
| 1995 | V poslední chvíli                             | Gene Watson                          |                               |             |
| 1997 | Krycí jméno Donnie Brasco                     | Donnie Brasco / Joseph D. Pistone    |                               |             |
| 1997 | Bojovník                                      | Raphael                              | také režisér a scenárista     |             |
| 1998 | Strach a hnus v Las Vegas                     | Raoul Duke                           |                               |             |
| 1998 | Jak se neztratit v L.A.                       | Sám sebe / William Blake             | Cameo                         |             |
| 1999 | Devátá brána                                  | Dean Corso                           |                               |             |
| 1999 | Ospalá díra                                   | Ichabod Crane                        |                               |             |
| 1999 | Astronautova žena                             | Spencer Armacost                     |                               |             |
| 2000 | Čokoláda                                      | Roux                                 |                               |             |
| 2000 | Než se setmí                                  | Lt. Victor, Bon Bon                  |                               |             |
| 2001 | Kokain                                        | George Jung                          |                               |             |
| 2001 | Muž, který plakal                             | Cesar                                |                               |             |
| 2001 | Z pekla                                       | Frederick Abberline                  |                               |             |
| 2003 | Tenkrát v Mexiku                              | Sheldon Sands                        |                               |             |
| 2003 | Piráti z Karibiku: Prokletí Černé perly       | Jack Sparrow                         |                               |             |
| 2004 | A žili spolu šťastně až na věky               | L'inconnu                            | Cameo                         |             |
| 2004 | Tajemné okno                                  | Morton „Mort“ Rainey / John Shooter  |                               |             |
| 2004 | Hledání Země Nezemě                           | J. M. Barrie                         |                               |             |
| 2004 | Libertin                                      | John Wilmot                          |                               |             |
| 2005 | Karlík a továrna na čokoládu                  | Willy Wonka                          |                               |             |
| 2005 | Mrtvá nevěsta Tima Burtona                    | Victor Van Dort (hlas)               |                               |             |
| 2006 | Piráti z Karibiku: Truhla mrtvého muže        | Jack Sparrow                         |                               |             |
| 2007 | Piráti z Karibiku: Na konci světa             | Jack Sparrow                         |                               |             |
| 2007 | Sweeney Todd: Ďábelský holič z Fleet Street   | Benjamin Barker / Sweeney Todd       |                               |             |
| 2009 | Veřejní nepřátelé                             | John Dillinger                       |                               |             |
| 2009 | Imaginárium dr. Parnasse                      | Tony                                 |                               |             |
| 2010 | Alenka v říši divů                            | Tarrant Hightopp / Kloboučník        |                               |             |
| 2010 | Cizinec                                       | Frank Tupelo / Alexander Pearce      |                               |             |
| 2011 | Rango                                         | Rango (hlas)                         |                               |             |
| 2011 | Piráti z Karibiku: Na vlnách podivna          | Jack Sparrow                         |                               |             |
| 2011 | Rumový deník                                  | Paul Kemp                            | také producent                |             |
| 2011 | Hugo a jeho velký objev                       | –                                    | producent                     |             |
| 2011 | Jack a Jill                                   | Sám sebe                             | cameo                         |             |
| 2012 | 21 Jump Street                                | Thomas „Tom“ Hanson, Jr., DEA        | cameo                         |             |
| 2012 | Temné stíny                                   | Barnabas Collins                     | také producent                |             |
| 2013 | Osamělý jezdec                                | Tonto                                | také výkonný producent        |             |
| 2013 | Klikaři                                       | Matthew Smith                        | Cameo                         |             |
| 2014 | Transcendence                                 | Dr. Will Caster                      |                               |             |
| 2014 | Mroží muž                                     | Guy LaPointe                         | kreditovaný jako Guy LaPointe |             |
| 2014 | Čarovný les                                   | Velký zlý vlk                        |                               |             |
| 2015 | Mortdecai: Grandiózní případ                  | Charlie Mortdecai                    | také producent                |             |
| 2015 | Black Mass: Špinavá hra                       | James „Whitey“ Bulger                |                               |             |
| 2015 | London Fields                                 | Chick Purchase                       |                               |             |
| 2016 | Yoga Hosers                                   | Guy LaPointe                         |                               |             |
| 2016 | Donald Trump's The Art of the Deal: The Movie | Donald Trump                         |                               |             |
| 2016 | Alenka v říši divů: Za zrcadlem               | Tarrant Hightopp / Kloboučník        |                               |             |
| 2016 | Fantastická zvířata a kde je najít            | Gellert Grindelwald                  |                               |             |
| 2017 | Piráti z Karibiku: Salazarova pomsta          | Jack Sparrow                         |                               |             |
| 2017 | Vražda v Orient expresu                       | Samuel Ratchett / La Franco Cassetti |                               |             |
| 2018 | Sherlock Koumes                               | Sherlock Koumes (hlas)               |                               |             |
| 2018 | Fantastická zvířata: Grindelwaldovy zločiny   | Gellert Grindelwald                  |                               |             |
| 2018 | Londýnská pole                                | Chick Purchase                       | neuveden v titulcích          |             |
| 2018 | The Professor                                 | Richard Brown                        |                               |             |
| 2018 | City of Lies                                  | Russell Poole                        |                               |             |
| 2019 | Waiting for the Barbarians                    | plukovník Joll                       |                               |             |
| 2020 | Minamata                                      | W. Eugene Smith                      |                               |             |
| 2023 | La Favorite                                   | Ludvík XV.                           | postprodukce                  |             |

### Televize
| Rok     | Název                 | Role                              | Poznámky                               |
| ------- | --------------------- | --------------------------------- | -------------------------------------- |
| 1985    | Lady Blue             | Lionel Viland                     | Epizoda: „Beasts of Prey“              |
| 1987–90 | 21 Jump Street        | Strážník Thomas „Tom“ Hanson, Jr. | hlavní role, 70 epizod                 |
| 1987    | Hotel                 | Rob Cameron                       | Epizoda: „Unfinished Business“         |
| 1999    | The Vicar of Dibley   | Sám sebe                          | Epizoda: „Celebrity Party“             |
| 2000    | The Fast Show         | Sám sebe                          | Epizoda: „The Last Ever Fast Show“     |
| 2004    | Tatík Hill a spol.    | Yogi Victor (hlas)                | Epizoda: „Hank's Back“                 |
| 2008    | The American Life     | (hlas)                            | Epizoda: „Escape“                      |
| 2009    | Spongebob v kalhotách | Jack Kahuna Laguna (hlas)         | Epizoda: „SpongeBob vs. The Big One“   |
| 2011    | Life's Too Short      | Sám sebe                          | Epizoda 2                              |
| 2012    | Griffinovi            | Edward Scissorhands (hlas)        | Epizoda: „Lois Comes Out of Her Shell“ |